# Erwin O. Brettauer
Erwin Oscar Brettauer (geboren 15. Februar 1884 in Frankfurt am Main, Deutsches Reich; gestorben 28. März 1973 in Los Angeles, Vereinigte Staaten) war ein deutschstämmiger Bankier, Filmmanager und Filmfinanzier.

## Leben und Wirken
Brettauer war der Sohn des aus Hohenems stammenden Bankiers Ludwig Carl Brettauer und der Schriftstellerin Clothilde Brettauer, geb. Strakosch. Er studierte und promovierte schließlich in München, seine Dissertation trug den Titel „Beiträge zur Kenntnis der radioaktiven Stoffe“. Anschließend wechselte er ins Bankgeschäft und war als persönlich haftender Gesellschafter an Firmen wie beispielsweise der C. Schlesinger-Trier & Co. Commanditgesellschaft auf Aktien beteiligt. Seit Beginn der 1930er Jahre (noch vor dem Machtantritt der Nationalsozialisten) besaß Brettauer einen Zweitwohnsitz im schweizerischen Melide (Tessin) am Luganer See und stieg mit Beginn der Tonfilm-Ära in das Filmgeschäft ein, als er in Seymour Nebenzahls Produktionsfirma Nero-Film investierte. Die Machtergreifung Adolf Hitlers 1933 nötigte Brettauer zum Verlassen Deutschlands, und er hielt sich nunmehr häufig in Melide auf, das zur Anlaufstelle emigrationswilliger Verfolgter des NS-Staates wurde. Der ehemalige Reichskanzler Heinrich Brüning vom Zentrum begann hier seine Memoiren zu schreiben.
Um 1935 folgte Brettauer Nebenzahl nach Paris, wo dieser mittlerweile seine Nero-Film neu aufgebaut hatte und nunmehr französische Filme zu produzieren begann. Ab 1939 hielt sich Erwin Brettauer dauerhaft in den Vereinigten Staaten auf. Hier gründete er 1942 als Irving Brettauer gemeinsam mit Nebenzahl eine eigene kleine Produktionsfirma, die Angelus Pictures, die unter Brettauers Mitwirkung zwei Filme mit dem gleichfalls aus Deutschland geflohenen Regisseur Douglas Sirk herstellte. Zu selben Zeit (1944) heiratete Brettauer die dreißig Jahre jüngere, ebenfalls aus Deutschland stammende Lore Mosheim, mit der er zwei Töchter (geboren 1947 und 1950) haben sollte. Nach dem Zweiten Weltkrieg reiste das Ehepaar mehrfach zwischen Hollywood und Melide hin und her, ohne dauerhaft nach Deutschland zurückzukehren. In dieser Zeit beteiligte er sich auch finanziell an Hilfsaktionen. Brettauers letzte Produktionsbeteiligung war 1950 mit der extra dafür gegründeten Leo-Film Sirks Melodram Beichte eines Arztes – Die erste Legion. Erwin Oscar Brettauer überlebte seine Frau um neun Jahre und starb 1973 in Los Angeles.